# ユーリイ・ガガーリン
ユーリイ・アレクセーエヴィチ・ガガーリン（ロシア語: Юрий Алексеевич Гагарин, ラテン文字転写: Yurii Alekseyevich Gagarin, 1934年3月9日 - 1968年3月27日）は、ソビエト連邦の軍人、パイロット、宇宙飛行士。最終階級は大佐。1961年、人類初の有人宇宙飛行としてボストーク1号に単身搭乗した人物である。

## 生涯

### 生い立ち

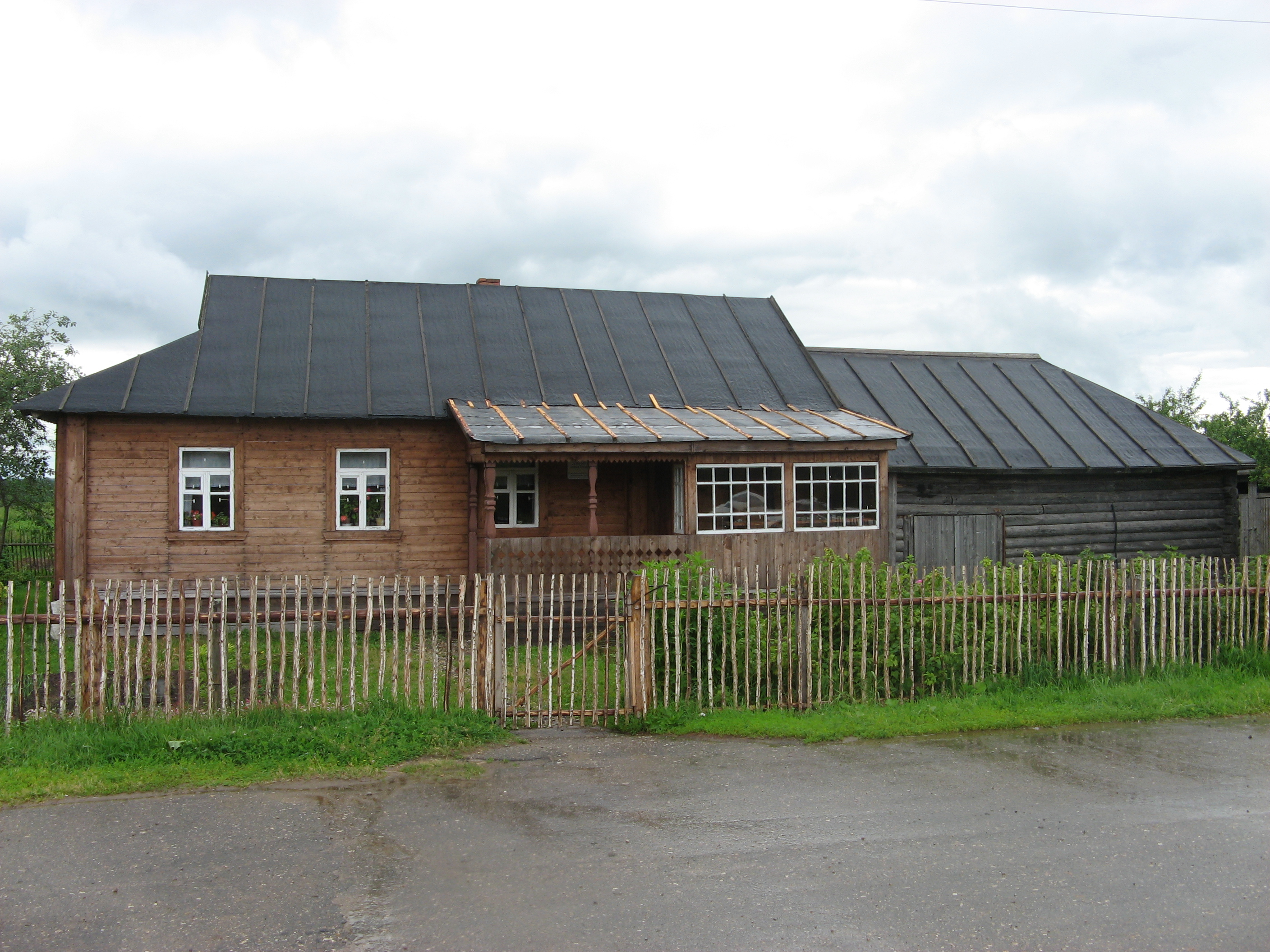
クルシノにあるガガーリンの育った家。現在は博物館。

ガガーリンは1934年3月9日、モスクワ西方のスモレンスク州グジャーツク市に近い村クルシノで生まれた。両親はコルホーズの労働者であった。「労働者階級出身の英雄」というガガーリン像を強調するため「両親は農民であった」と語られている。もちろん労働階級出身であることは間違いではないが、実際のガガーリンの父親は教養のある腕利きの大工であり、母親もインテリで読書家であった。
彼は四人兄弟の三人目で、幼いガガーリンの世話は姉が行うこともあった。他のソ連国民同様、第二次世界大戦は一家に大きな苦しみをもたらした。兄と姉は1943年にドイツによりポーランドへ連れ去られ、強制労働に従事させられ、戦争が終わるまで戻らなかった。少年時代のガガーリンへの評価は、まじめで勉強家だが、茶目っ気もあるというものだった。やがて空軍から除隊してきた教師がガガーリンの学校で数学を教えることになったが、彼の授業をガガーリンは熱心に聞き、後の生き方に影響を与えることになる。

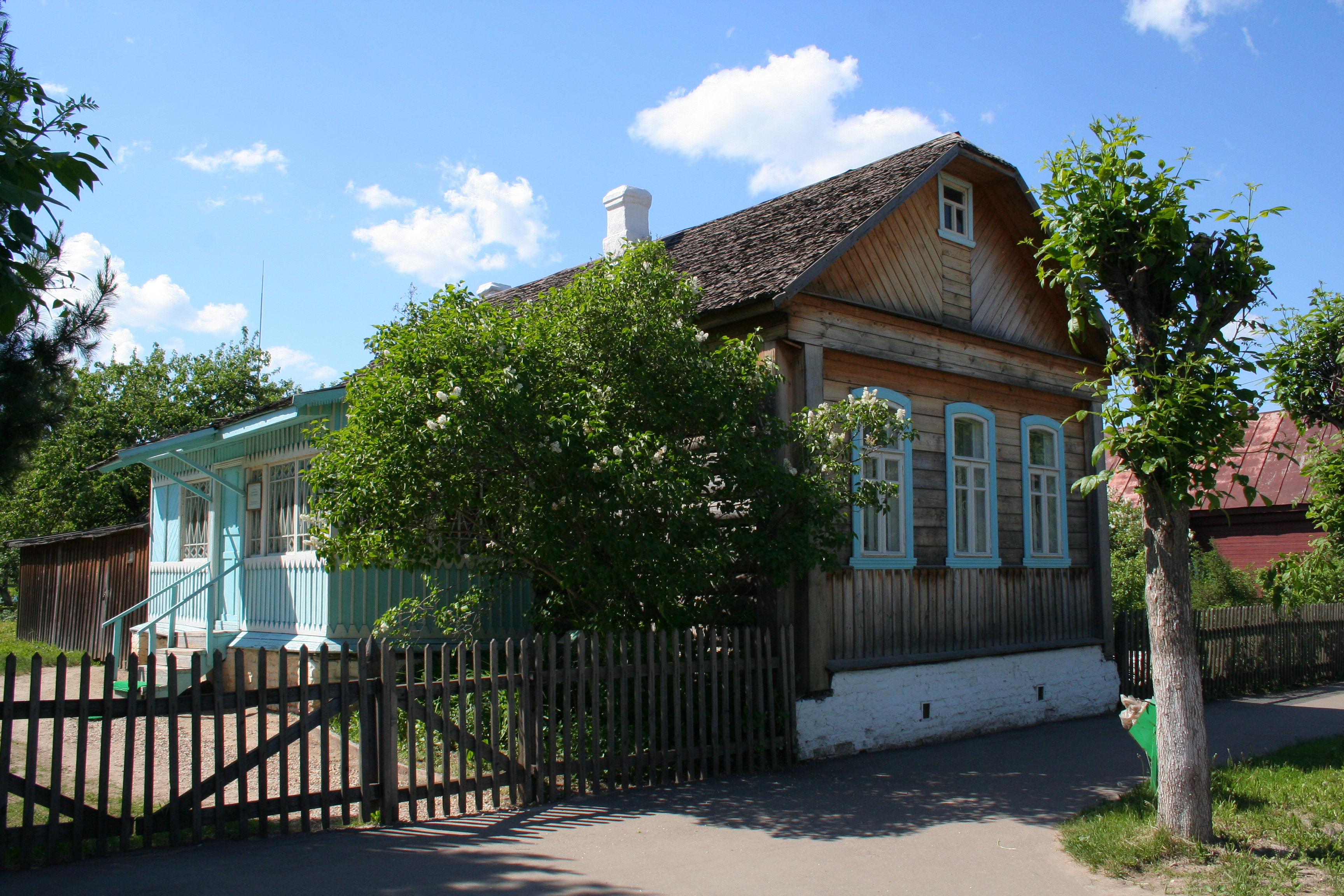
グジャーツク市（現：ガガーリン市）にある学生時代に住んでいた家。現在は Gagarin Memorial Museum。

1950年にモスクワの金属工場の見習いとして働き出したガガーリンは優秀であったため、翌1951年には技術教育を受けるべくサラトフの学校へ送られた。そこで彼はエアロクラブに入り、軽飛行機での飛行を楽しんだが、徐々に飛ぶことの楽しさにとりつかれるようになった。1955年に工業学校を卒業したガガーリンはパイロットを志し、オレンブルクにあった空軍士官学校に入った。1957年にはオレンブルクで出会ったヴァレンチナ・ゴリチェヴァと結婚している。1957年の卒業後、ノルウェー国境に近いムルマンスクの基地に配属された。当時の記録によるとガガーリンの身長は158cmであった。

### ソ連における宇宙開発

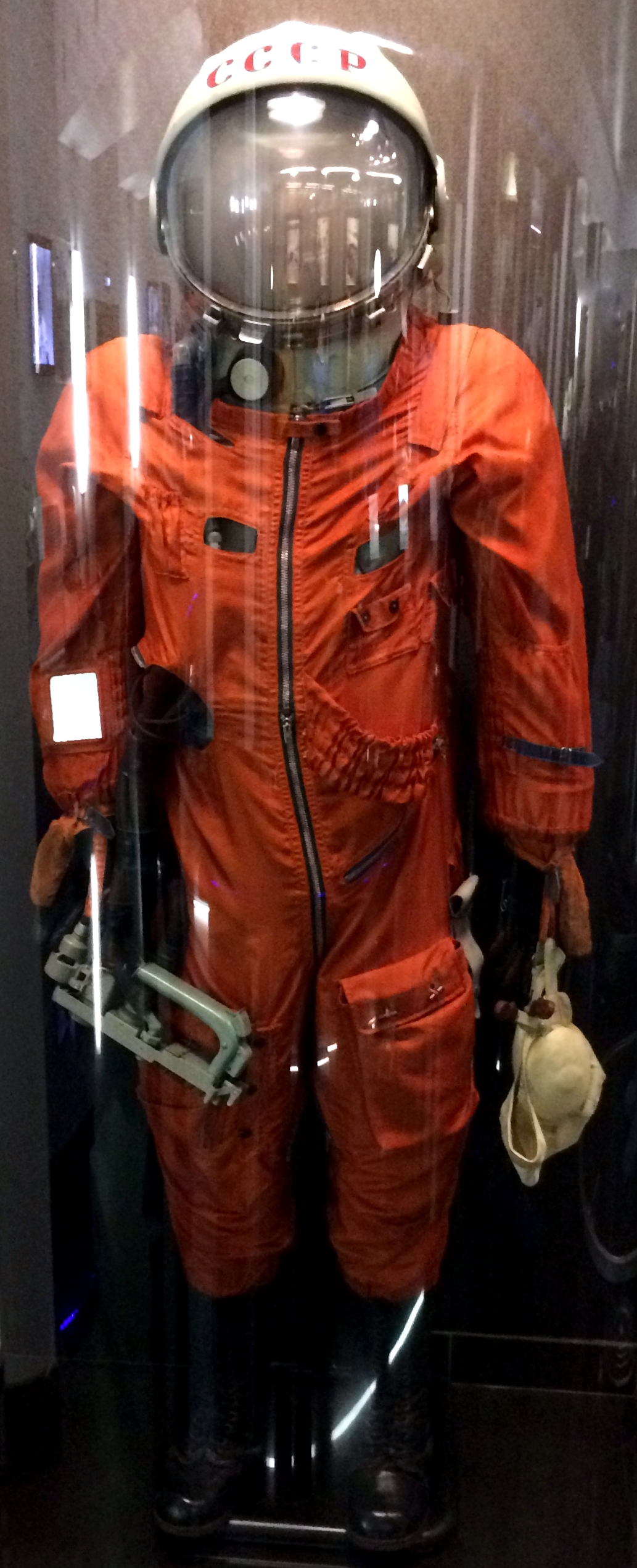
ガガーリンのSK-1宇宙服

1959年、ソビエト連邦の宇宙開発が本格的に始まったことに伴って宇宙飛行士の選抜が始められ、翌1960年3月にはソビエト全土からガガーリンを含む20人の候補生がモスクワ近郊の基地へと配属された。ガガーリンは他の飛行士たちとともに、宇宙飛行に必要な身体的・精神的耐久性をテストされながら、厳しい訓練を受けた。6月18日にはボストーク宇宙船の開発者であるセルゲイ・コロリョフが候補生を招いて宇宙船を見せたが、このときガガーリンが開発陣や同僚に与えた印象は強いもので、有力候補の一人と見なされるようになった。
1961年4月の打ち上げに向けて飛行士の選考は進んでおり、1960年末には、候補者はガガーリンを含む6人にまで絞られた。このときの選考では、身長の低さが重要な要因となった。なぜなら、最初期のボストーク宇宙船は非常に小さく、大柄な人間が乗ることは困難であったからである。飛行予定まで1ヶ月となった3月初めには、パイロットの候補はガガーリンとゲルマン・チトフのどちらかに絞られた。二人とも訓練結果が優れており、既に1960年末の時点で候補生の間ではどちらかが飛行士に選ばれることは確実とみられていた。
4月8日に最終選考が行われ、ガガーリンが正飛行士、チトフが代替要員と決定された。この決定は政府の上層部によって行われ、翌4月9日に両名に伝達された。なぜガガーリンが選ばれたかについてはいくつかの説があるが、ガガーリンが労働者階級出身にあることに加え温和で社交的な人好きのする性格だったことや、「ユーリイ」というロシア的な名前、そして労働者階級出身の英雄という点を強調しやすい生い立ちなどが有力な要因とされている。選考に漏れたチトフは、同年8月にボストーク2号でガガーリンに次ぐ史上二番目の（軌道宇宙飛行を行なった）宇宙飛行士になっており、自ら機体を操縦して大気圏外で食事をするなどの実験を行い、その様子は記録映像に残されている。

### 宇宙へ

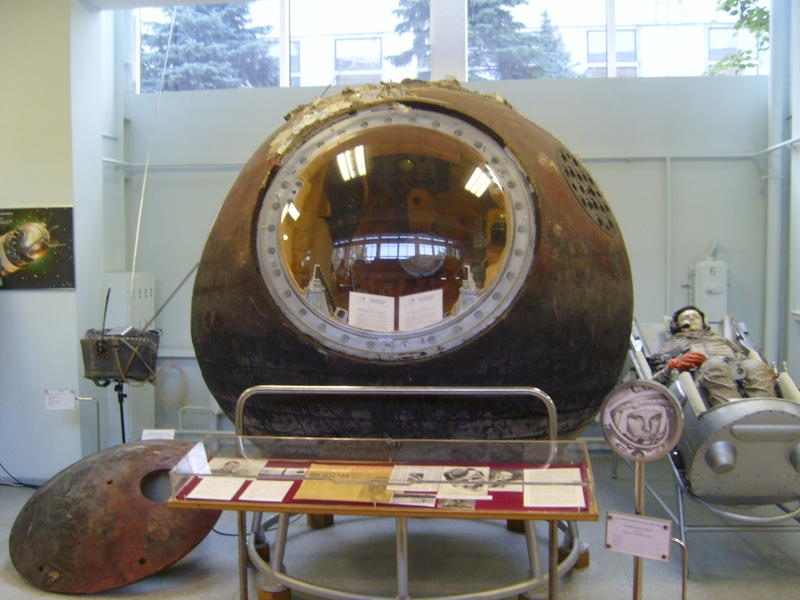
ガガーリンの乗ったボストーク1号のカプセル

1961年4月12日、ガガーリンはボストーク3KA-2で世界初の有人宇宙飛行に成功した。このときのコールサインは「ケードル（Кедр、ヒマラヤスギの意）」であった。飛行中「祖国は聞いている」という歌（エヴゲーニー・ドルマトフスキー作詞、ドミートリイ・ショスタコーヴィチ作曲・作品86）を口ずさんで自分自身を元気づけていたといわれている。 
飛行中、ガガーリンは自分が中尉から少佐に昇進（二階級特進）したというタス通信のニュースを聞いた。ガガーリンは喜んだが、このような発表を飛行中のガガーリンに伝えた本当の理由は、当時の技術ではガガーリンが生きて帰還できる可能性は低いと政府高官が考えていたからだと言われている。ガガーリンを乗せた宇宙船は、地球周回軌道に入り、大気圏外を1時間50分弱（108分間）で1周したのち大気圏再突入を行ない、高度7000mでガガーリンは座席ごとカプセルから射出されて、パラシュートで降下した。ボストーク1号にはカプセルごと安全に着陸できる装置はまだなく、乗員は安全上パラシュートで脱出せざるを得なかったのだが、1961年当時の国際航空連盟 (FAI) による高度記録の定義においては、飛行士は機体に搭乗したまま地上に到達する事が要求されており、このことが露見すると記録が剥奪される恐れがあったため、公式発表では宇宙船と共に着陸したとされ、ソ連はこの主張を押し通した。ガガーリンのパラシュートは、ソ連領内サラトフ州にあるスミロフカ村の外れに着地した。

### 地球帰還後
地上に無事帰還すると、ガガーリンは一躍「時の人」となった。4月14日のモスクワ・赤の広場での記念式典では、ガガーリンはこのような計画を成功に導いたソ連共産党書記長ニキータ・フルシチョフとソ連共産党の偉大さを賞賛した。ガガーリンはフルシチョフのお気に入りとなり、フルシチョフ在任中はガガーリンとクレムリンの関係は良好だった。フルシチョフにとってガガーリンの成功は、通常兵器を犠牲にしてまで自ら推し進めた宇宙ロケット／弾道ミサイル増強計画の成果を示すものであった。
国内での式典が一段落した4月末から、ガガーリンはソビエトの宇宙計画の広告塔として世界を旅するようになった。ガガーリンは激変した自分の環境にもうまく適応したかのようであったが、連日続く式典や過酷なスケジュールのストレスなどから疲労がたまっていき、徐々に酒量が増えていった。1961年10月には、家族や同僚と休暇で訪れていたクリミア半島の保養地フォロスで、前日に起こしたモーターボートの事故の際に知り合った看護師の部屋にいるところを妻ヴァレンチナに踏み込まれ、二階のバルコニーから飛び降りて庭の縁石に額をぶつけ、眉の上に傷が残ることになった。
ガガーリンは宇宙開発の現場に戻ることを希望していたが、世界各国からの招待はそれからも続き、ガガーリンは世界中を歴訪した。1962年5月には日本を訪問し、東京など各地を回っている。重要人物となったガガーリンは身に危険の及ぶ可能性のある訓練飛行などを禁止され、多忙なスケジュールも相まってほとんど現場から離れたまま3年間を過ごした。それでも1963年12月には宇宙飛行士訓練センターの副所長に就任し、1964年3月にはジューコフスキー空軍技術アカデミーに入学して宇宙工学を学ぶなど、現場に戻るための努力は続けていた。
しかし1964年10月にフルシチョフが失脚すると、フルシチョフ派とみなされていたガガーリンの地位は大きく低下し、対外的な仕事は激減した。1966年1月には師といえるコロリョフが死去し、ガガーリンは大きな衝撃を受けた。また高い開発能力や組織運営能力を持つコロリョフの死により、ソ連の宇宙開発計画は次第に停滞していった。一方、対外的な仕事の減少は本来の職務に取り組む時間をガガーリンに与えることになり、またコロリョフの死によってさらに職務に精励するようになったガガーリンは訓練の再開を認められ、1967年には親友でもあるウラジーミル・コマロフが搭乗するソユーズ1号のバックアップ要員に選ばれることになった。しかしソユーズの試験は上手くいかず、ガガーリンをはじめとする飛行士や開発陣は飛行中止を進言したものの、それが政府に受け入れられることはなかった。試験飛行が1度も成功しないままソユーズが4月23日の出発の日を迎えた時、ガガーリンは宇宙服を着て「自分が乗る」とコマロフをかばったという。結果的にコマロフは宇宙船自動安定化システムの機能停止や大気圏突入時パラシュートが絡まるなどのトラブルで死亡した。
コマロフの事故以降、英雄の身を案じた政府によってガガーリンは宇宙飛行ミッションから外され、自身が飛ぶ可能性はなくなった。このことにガガーリンは非常に落胆し、政府に嘆願書を送って復帰を求めたものの決定が覆ることはなかった。1968年2月にジューコフスキー空軍技術アカデミーで学位を取得し、管理者への道を歩み始めたものの、ガガーリンは新人パイロットだった時に宇宙計画に選抜されたため飛行時間はさして長くなく、パイロット指導のためにもあらためて飛行経験を積むことが必要となり、3月にはベテランの教官とともに飛行訓練を再開した。

### 突然の事故死とその真相
1968年3月27日、ガガーリンは教官とともに搭乗したMiG-15UTIでキルジャチ付近を飛行中に墜落事故を起こし、死亡した。34歳没。
事故の正確な原因は長らく不明で、政治的思惑による人為的な事故説といった陰謀論などが噂されていた。ガガーリンが搭乗時に飲酒していたという噂も流れたが、飛行前のメディカルチェックに合格しており、また死後に行われた調査でも飲酒を示す一切の証拠は見つからなかった。
陰謀論以外には、付近を飛行していた別の軍用機に巻き込まれたというものがある。1986年に発表された調査資料によれば、Su-11迎撃機が付近を高速飛行したため、その衝撃波に巻き込まれて操縦不能状態になった可能性が示唆されている。1988年のプラウダ紙の報道では、ガガーリンの近くを管制ミスのためMiG-21が通過し、事故を招いたという調査結果が取り上げられた。2005年に発表された新説では、コックピットの通気口が故障か前の搭乗者のミスで開いたままになっており、そこから酸素が漏れ出して低酸素状態になり、意識を失って操縦不能状態に陥ったとしている。
2011年4月に機密解除された当時のソ連政府調査委員会の報告書によると、気象観測用気球か鳥との衝突を避けようとして操縦不能に陥ったことが原因だったと結論付けられている。しかし、ガガーリンの同僚であり事故調査委員会にも参加していたアレクセイ・レオーノフはこの結論を否定し、調査結果に記載された内容が捏造だったことも明かしている。レオーノフは2013年に、無許可で発進したSu-15が付近を通過し、それを回避しようとしたガガーリンのMiG-15が回避しきれず操縦不能に陥り、結果として墜落に至ったことが死因だったと語っている。また、レオーノフは事故を引き起こしたSu-15のパイロットはソ連邦英雄であり、名前を公にしないことを条件に真相を明かすことを許されたとも述べている。

## ガガーリンの言葉

### 「さあ行こう」（Поехали!　カナ表記：パイェーハリ）
前人未到の宇宙に飛び立つ際に発した一言である。この言葉は、人類史の宇宙時代の幕開けを告げる言葉として、東側諸国で歴史的な言葉となった。
また、それ以外の出発直前の会話も録音・文書化されており、ロケット設計者のセルゲイ・コロリョフとのジョークを交えた会話や、整備士の調整忘れの修正作業に関する会話、コントロールパネルのライトの一つが点灯しないのでハッチの調整が必要だと言われる場面等も残っている。これらの内容は、2011年4月にロシア政府によって公開された「ガガーリンの一生に関する700ページ以上に及ぶ文書」に掲載されている。

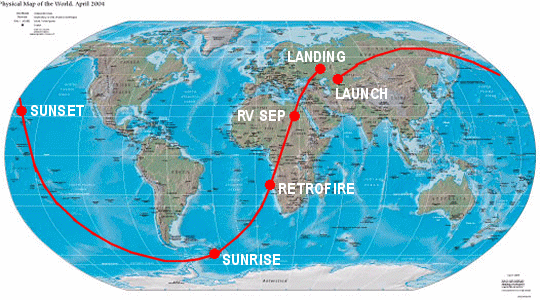
ボストーク1号の飛行経路

### 「地球は青かった」
ガガーリンの言葉として知られる「地球は青かった」は、1961年4月13日付けの『イズベスチヤ』に掲載されたルポ（着陸地点にいたオストロウーモフ（Георгий ОСТРОУМОВ）記者によるもの）によれば、原文では "Небо очень и очень темное, а Земля голубоватая. " となっており、日本語訳では、「空はとても暗かった。一方、地球は青みがかっていた.」となる。『朝日新聞』夕刊4月13日、『毎日新聞』夕刊4月13日、『読売新聞』朝刊4月13日は、この記事を基にしてガガーリンの言葉を伝えている。

### 「神はいなかった」

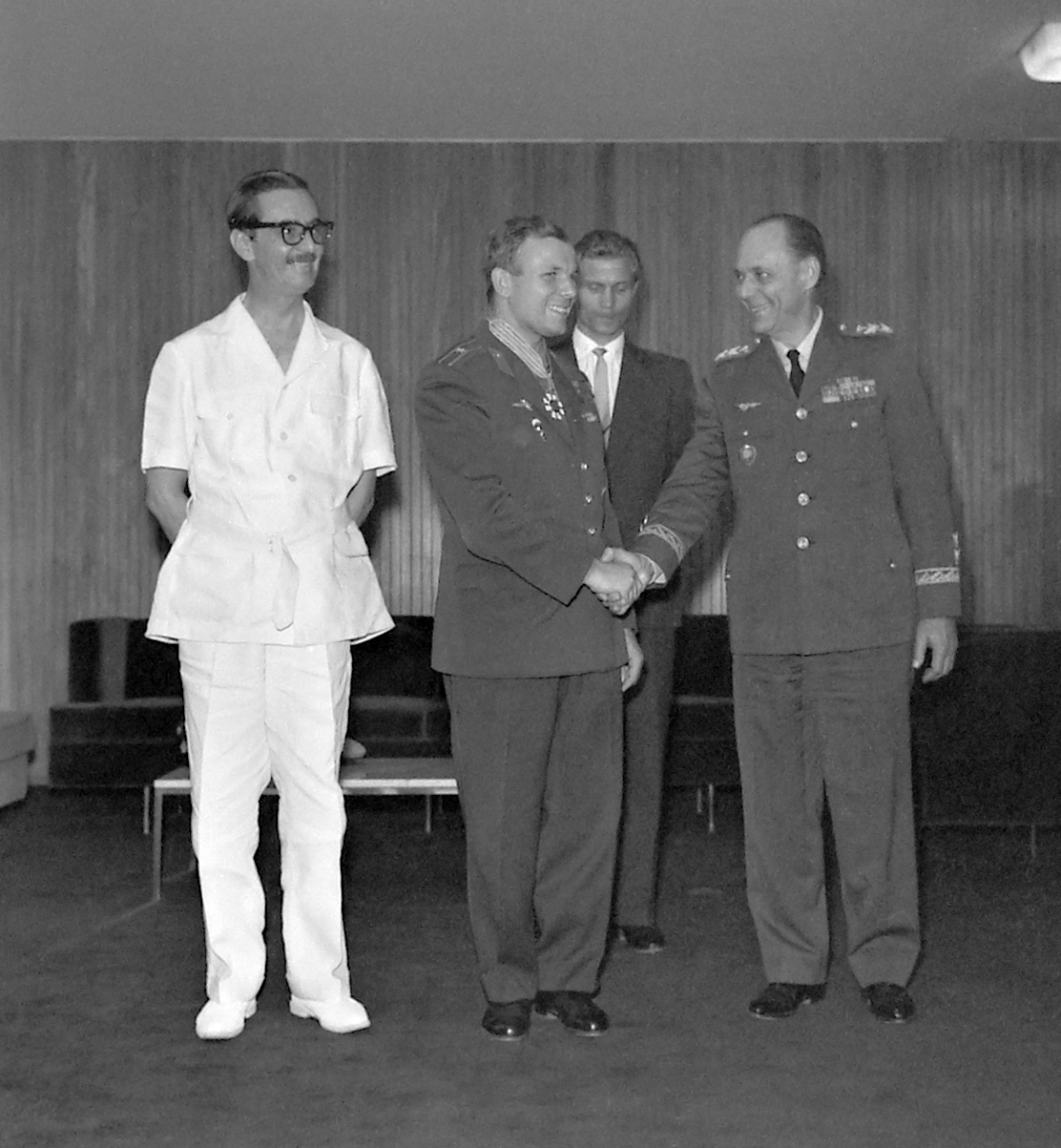
ブラジル大統領ジャニオ・クアドロスとガガーリン（1961年）

ガガーリンの地球周回中の言葉として報道され、有名になったものとして「ここに神は見当たらない」というものがある。ガガーリンが飛行中に「見回してみても神はいない」といったとされているが、記録にはその種の発言は一切残されていない。これは同じソ連の宇宙飛行士のチトフが訪米した時にシアトルで記者団に向けて放った発言である。しかしながら日本以外では、この言葉の方が「地球は青かった」よりも有名である。他に「私はまわりを見渡したが、神は見当たらなかった」という表現でもよく引き合いに出されている。
ガガーリンの親友であった宇宙飛行士アレクセイ・レオーノフは著書『Two sides of the moon』（『アポロとソユーズ』p.295）の中でガガーリン自身が好んで語ったアネクドート（風刺ジョーク）として次の話を挙げている。

宇宙から帰還したガガーリンの歓迎パーティにロシア正教のモスクワ総主教アレクシー1世が列席しており、ガガーリンに尋ねた。
総主教「宇宙を飛んでいたとき、神の姿を見ただろうか」
ガガーリン「見えませんでした」
総主教「わが息子よ、神の姿が見えなかったことは自分の胸だけに収めておくように」
しばらくしてフルシチョフがガガーリンに同じことを尋ねた。総主教との約束を思い出したガガーリンはさきほどとは違うことを答えた。
ガガーリン「見えました」
フルシチョフ「同志よ、神の姿が見えたことは誰にもいわないように」（レーニン主義は宗教を否定している）

### その他
宇宙飛行中、ガガーリンが地上に「無重力状態は面白い。すべてが浮かんでいる」と通信してきた、当時は秘密扱いだった映像のテープが全ロシア・テレビラジオ放送研究所で発見され、2021年4月2日にロシアで放映された

## ガガーリンをめぐるデマ
ガガーリンが宇宙へ赴いた最初の人類であることは今でも疑問の余地がないが、いまだにロシアではガガーリン以前に二度有人宇宙飛行が試みられたが国境を越えて中国に着陸してしまう等で失敗し、隠蔽のために永遠の秘密とされたというデマが流れることがある。この話はしばしば著名な飛行機設計者セルゲイ・イリューシンの息子ウラジーミルの名前と結びつけて論じられる。ガガーリンの伝記『スターマン』（邦題『ガガーリン 世界初の宇宙飛行士、伝説の裏側で』）によれば、このような噂が広まった背景には、1961年3月25日に有人宇宙飛行に先駆けて行われた無人試験飛行で、人形を乗せ、通信のチェックを行うために人の声を吹き込んだテープをのせていたことが原因ではないかと推測している。ガガーリンは日本にも来たことがあるが、発言に不可解な面が目立った事から不審に見られ「秘匿している機密を守るための替え玉では」との報道もあった。これは糸川英夫がガガーリン本人と対談した際の個人的な感想を基にしたものであり、糸川の意見に対しては反論もなされている。

## エピソード
- 地球生還後にフルシチョフから勲章を授与されるときに、ガガーリンの軍服の生地があまりに硬いためにフルシチョフは勲章をガガーリンの軍服に付けることができず、直接手渡したと言われている。真偽は不明だが、ソ連の重工業と軽工業の技術差を揶揄するときに使われている。
- ガガーリンのアイデアで、宇宙船の操縦室に熊の人形をぶら下げた。これは、無重量状態になったときに人形が宙に浮くので、ロケットエンジンによる加速を止め慣性と重力のみによる運動に移行したのが一目瞭然だからである。この伝統は21世紀になった今でも続いている。

## 受賞歴
政府から受け取った最初の宇宙飛行士としての報酬
- 15000 ルーブル
- GAZ社製の自動車GAZ M21 Volga
- 家具付きの家
- 家族や親兄弟の服など

称号の一部
- ソ連邦英雄（1961年4月14日）
- ソ連操縦士＝宇宙飛行士（1961年6月27日）

勲章の一部
- レーニン勲章（1961年4月14日）
- カール・マルクス勲章（ドイツ民主共和国、1963年10月22日）
- ナイル勲章（エジプト、1962年1月31日）

## ユーリイ・ガガーリンを扱った作品
- 伝記映画『ガガーリン 世界を変えた108分』（原題：GAGARIN. PERVYY V KOSMOSE） - 2013年ロシア作品。監督：パヴェル・パルホメンコ。主演：ヤロスラフ・ザルニン

## 記念・顕彰
ガガーリンが人類初の宇宙飛行に成功した4月12日は宇宙飛行士の日としてソビエト連邦、およびロシア連邦の祝日となっている。この日が祝われるのはロシア国内だけではなく、世界各国でユーリーズナイトと呼ばれる宇宙イベントが開催される。さらに2011年4月7日には国連総会によってこの日が世界宇宙飛行の日に制定され、国際デーの一つとなっている。
ガガーリンはロシアの宇宙開発を象徴する人物であり、ロシアの偉人の一人とされている。ガガーリンの人類初の有人飛行から60周年に当たる2021年4月12日には、ロシア各地で記念行事が開催された。サラトフ州スミロフカ村近くのガガーリン記念公園には1週間前の4月5日に「ガガーリン記念館」が一部先行オープンし、12日にはロシア連邦大統領ウラジーミル・プーチン、女性として人類初の宇宙飛行をしたワレンチナ・テレシコワ、サラトフ出身のヴャチェスラフ・ヴォロージンロシア連邦議会国家院 (ロシア)（下院）議長が、ガガーリン記念公園を訪問した。プーチンとテレシコワは遊歩道に記念植樹を行い、ガガーリンを讃えた。これに先立つ4月9日に国際宇宙ステーションに向けて打ち上げられた宇宙船も、彼にちなみ「ガガーリン」と名付けられた。
2023年5月にはロシアの宇宙開発活動に功績を残した人物を対象とした「ガガーリン勲章」が創設され、前出のテレシコワに対して飛行60周年となる同年6月に最初の受章者として授与が決定した。
ロシア国内にはガガーリンにちなんだ名称の地名や事物が複数存在する。ガガーリンの出生地であるスモレンスク州クルシノ村に近いグジャーツク市は、1968年のガガーリンの死去すぐにガガーリン市へと改名された。モスクワ近郊の星の町にある宇宙飛行士訓練センターは、1968年にユーリ・A・ガガーリン宇宙飛行士訓練センターと改称されている。ガガーリンを打ち上げたカザフスタンのバイコヌール宇宙基地第1発射台はその後も使用され続け、ガガーリン発射台と呼ばれている。サラトフに2019年開港した新空港は、サラトフ・ガガーリン空港と命名された。
ガガーリンを記念する施設としては、生地ガガーリン市に生家や記念館などを含んだ博物館が存在する。また、モスクワのレーニンスキー大通りには1980年7月、高さ45.2mのチタン製巨大ガガーリン像が建設された。
宇宙開発とは関わりのない分野でも使用されるケースがあり、アイスホッケーKHLのプレーオフトーナメント優勝チームに与えられる賞は、彼にちなんでガガーリン・カップと名付けられた。
これら以外に、ガガーリンの名を関したものに以下のものがある。
- コスモノート・ユーリイ・ガガーリン - 1971年に就役した衛星追跡船。
- ガガーリン記念文化公園 - ユジノサハリンスクにある公園

旧ソ連以外でもちなんだ命名物がある。
- シテ・ガガーリン（英語版） - フランス・パリ郊外のイヴリー＝シュル＝セーヌにあった集合住宅（1963年の竣工時には、ガガーリン本人が訪問した[67]）。老朽化のため、2019年に解体された[68]。この解体時期に撮影された映画が、『GAGARINE/ガガーリン』（2020年、日本での公開は2022年）である[69]。